# Davis Cup 2014
2014 wurde der Davis Cup zum 103. Mal ausgetragen. Insgesamt nahmen 121 Nationen teil, 16 Mannschaften spielten in der Weltgruppe um den Titel.
Tunesien wurde von der International Tennis Federation von der Teilnahme ausgeschlossen, nachdem der Tunesier Malek Jaziri im Rahmen eines Challengerturniers auf Druck seines Landesverbands nicht zu seinem Spiel gegen den Israeli Amir Weintraub antrat.
Aufgrund der unsicheren Lage in Israel und in der Ukraine wurden die Relegationsspiele zur Weltgruppe, die in diesen beiden Ländern stattfinden sollten, von der ITF verlegt. Die Partie zwischen Israel und Argentinien fand in Sunrise, Florida, in den Vereinigten Staaten statt. Die Begegnung zwischen der Ukraine und Belgien fand im estnischen Tallinn statt.
Erstmals gewann die Schweiz den Davis Cup. Im Endspiel besiegte die von Roger Federer und Stanislas Wawrinka angeführte Mannschaft den Gastgeber Frankreich mit 3:1. Nach Wawrinkas Auftaktsieg gegen Jo-Wilfried Tsonga glich Gaël Monfils gegen Federer für Frankreich aus. Die Doppelpartie entschieden Federer und Wawrinka gegen Richard Gasquet und Julien Benneteau für die Schweiz, ehe Federer mit einem Sieg in der dritten Einzelpartie gegen Gasquet den vorzeitigen 3:1-Sieg sicherte.

## Teilnehmer

### Weltgruppe
| - Argentinien - Deutschland - Frankreich - Italien | - Niederlande - Kanada - Kasachstan - Großbritannien | - Australien - Japan - Belgien - Schweiz | - Serbien - Spanien - Tschechische Republik - USA |

### Kontinentalgruppe I

#### Amerikazone
| - Uruguay - Brasilien | - Ecuador - Kolumbien | - Dominikanische Republik - Venezuela |  |

#### Europa-/Afrikazone
| - Schweden - Russland - Ukraine | - Lettland - Österreich - Polen | - Rumänien - Slowakei - Slowenien | - Portugal - Kroatien - Israel |

#### Ozeanien-/Asienzone
| - Usbekistan - Südkorea | - Indien - Chinese Taipei | - Volksrepublik China - Neuseeland |  |

### Kontinentalgruppe II

#### Amerikazone
| - Guatemala - Barbados | - Bolivien - Mexiko | - El Salvador - Paraguay | - Chile - Peru |

#### Europa-/Afrikazone
| - Marokko - Finnland - Luxemburg - Norwegen | - Griechenland - Irland - Moldawien - Ägypten | - Bulgarien - Dänemark - Monaco - Belarus | - Bosnien-Herzegowina - Litauen - Südafrika - Zypern |

#### Ozeanien-/Asienzone
| - Philippinen - Thailand | - Pakistan - Indonesien | - Kuwait - Vietnam | - Sri Lanka - Hongkong |

### Kontinentalgruppe III

#### Amerikazone
| - Bahamas - Costa Rica - Panama | - Kuba - Haiti - Bermuda | - Jamaika - Honduras - Puerto Rico |  |

#### Europazone
| - Albanien - Estland - Mazedonien - Türkei | - Aserbaidschan - Island - Montenegro | - Armenien - Liechtenstein - Ungarn | - Georgien - Malta - San Marino |

#### Afrikazone
| - Algerien - Benin - Madagaskar | - Botswana - Kongo - Namibia | - Mosambik - Simbabwe - Nigeria |

#### Ozeanien-/Asienzone
| - Libanon - Iran | - Malaysia - Syrien | - Kambodscha - VAE | - Turkmenistan - Singapur |

### Kontinentalgruppe IV

#### Ozeanien-/Asienzone
| - Bahrain - Jordanien - Saudi-Arabien | - Bangladesch - Katar - Mongolei | - Irak - Kirgisistan - Oman | - Ozeanien |

## Das Turnier

### Weltgruppe
|  | 1. Runde 31. Januar – 2. Februar | 1. Runde 31. Januar – 2. Februar | 1. Runde 31. Januar – 2. Februar |                        |                       | Viertelfinale 4.–6. April | Viertelfinale 4.–6. April | Viertelfinale 4.–6. April |  |  | Halbfinale 12.–14. September | Halbfinale 12.–14. September | Halbfinale 12.–14. September |  |  | Finale 21.–23. November | Finale 21.–23. November | Finale 21.–23. November |
|  |                                  |                                  |                                  |                        |                       |                           |                           |                           |  |  |                              |                              |                              |  |  |                         |                         |                         |
|  | Tschechien                       | Tschechische Republik            | 3                                |                        |                       |                           |                           |                           |  |  |                              |                              |                              |  |  |                         |                         |                         |
|  | Niederlande                      | Niederlande                      | 2                                |                        |                       |                           |                           |                           |  |  |                              |                              |                              |  |  |                         |                         |                         |
|  | Niederlande                      | Niederlande                      | 2                                | Tschechien             | Tschechische Republik | 5                         |                           |                           |  |  |                              |                              |                              |  |  |                         |                         |                         |
|  |                                  |                                  |                                  | Tschechien             | Tschechische Republik | 5                         |                           |                           |  |  |                              |                              |                              |  |  |                         |                         |                         |
|  |                                  |                                  | Japan                            | Japan                  | 0                     |                           |                           |                           |  |  |                              |                              |                              |  |  |                         |                         |                         |
|  | Japan                            | Japan                            | Japan                            | Japan                  | 0                     | 4                         |                           |                           |  |  |                              |                              |                              |  |  |                         |                         |                         |
|  | Japan                            | Japan                            |                                  |                        |                       | 4                         |                           |                           |  |  |                              |                              |                              |  |  |                         |                         |                         |
|  | Kanada                           | Kanada                           | 1                                |                        |                       |                           |                           |                           |  |  |                              |                              |                              |  |  |                         |                         |                         |
|  | Kanada                           | Kanada                           | 1                                | Tschechien             | Tschechische Republik | 1                         |                           |                           |  |  |                              |                              |                              |  |  |                         |                         |                         |
|  |                                  |                                  |                                  | Tschechien             | Tschechische Republik | 1                         |                           |                           |  |  |                              |                              |                              |  |  |                         |                         |                         |
|  |                                  | Frankreich                       | Frankreich                       | 4                      |                       |                           |                           |                           |  |  |                              |                              |                              |  |  |                         |                         |                         |
|  | Spanien                          | Frankreich                       | Frankreich                       | 4                      | Spanien               | 1                         |                           |                           |  |  |                              |                              |                              |  |  |                         |                         |                         |
|  | Spanien                          |                                  |                                  |                        | Spanien               | 1                         |                           |                           |  |  |                              |                              |                              |  |  |                         |                         |                         |
|  | Deutschland                      | Deutschland                      | 4                                |                        |                       |                           |                           |                           |  |  |                              |                              |                              |  |  |                         |                         |                         |
|  | Deutschland                      | Deutschland                      | 4                                | Deutschland            | Deutschland           | 2                         |                           |                           |  |  |                              |                              |                              |  |  |                         |                         |                         |
|  |                                  |                                  |                                  | Deutschland            | Deutschland           | 2                         |                           |                           |  |  |                              |                              |                              |  |  |                         |                         |                         |
|  |                                  |                                  | Frankreich                       | Frankreich             | 3                     |                           |                           |                           |  |  |                              |                              |                              |  |  |                         |                         |                         |
|  | Australien                       | Australien                       | Frankreich                       | Frankreich             | 3                     | 0                         |                           |                           |  |  |                              |                              |                              |  |  |                         |                         |                         |
|  | Australien                       | Australien                       |                                  |                        |                       |                           |                           |                           |  |  |                              |                              |                              |  |  |                         |                         |                         |
|  | Frankreich                       | Frankreich                       | 5                                |                        |                       |                           |                           |                           |  |  |                              |                              |                              |  |  |                         |                         |                         |
|  | Frankreich                       | Frankreich                       | 5                                | Frankreich             | Frankreich            | 1                         |                           |                           |  |  |                              |                              |                              |  |  |                         |                         |                         |
|  |                                  |                                  |                                  |                        |                       |                           |                           |                           |  |  |                              |                              |                              |  |  |                         |                         |                         |
|  |                                  | Schweiz                          | Schweiz                          | 3                      |                       |                           |                           |                           |  |  |                              |                              |                              |  |  |                         |                         |                         |
|  | Vereinigte Staaten               | Schweiz                          | Schweiz                          | 3                      | USA                   | 1                         |                           |                           |  |  |                              |                              |                              |  |  |                         |                         |                         |
|  | Vereinigte Staaten               |                                  |                                  |                        | USA                   | 1                         |                           |                           |  |  |                              |                              |                              |  |  |                         |                         |                         |
|  | Vereinigtes Konigreich           | Großbritannien                   | 3                                |                        |                       |                           |                           |                           |  |  |                              |                              |                              |  |  |                         |                         |                         |
|  | Vereinigtes Konigreich           | Großbritannien                   | 3                                | Vereinigtes Konigreich | Großbritannien        | 2                         |                           |                           |  |  |                              |                              |                              |  |  |                         |                         |                         |
|  |                                  |                                  |                                  | Vereinigtes Konigreich | Großbritannien        | 2                         |                           |                           |  |  |                              |                              |                              |  |  |                         |                         |                         |
|  |                                  |                                  | Italien                          | Italien                | 3                     |                           |                           |                           |  |  |                              |                              |                              |  |  |                         |                         |                         |
|  | Argentinien                      | Argentinien                      | Italien                          | Italien                | 3                     | 1                         |                           |                           |  |  |                              |                              |                              |  |  |                         |                         |                         |
|  | Argentinien                      | Argentinien                      |                                  |                        |                       | 1                         |                           |                           |  |  |                              |                              |                              |  |  |                         |                         |                         |
|  | Italien                          | Italien                          | 3                                |                        |                       |                           |                           |                           |  |  |                              |                              |                              |  |  |                         |                         |                         |
|  | Italien                          | Italien                          | 3                                | Italien                | Italien               | 2                         |                           |                           |  |  |                              |                              |                              |  |  |                         |                         |                         |
|  |                                  |                                  |                                  | Italien                | Italien               | 2                         |                           |                           |  |  |                              |                              |                              |  |  |                         |                         |                         |
|  |                                  | Schweiz                          | Schweiz                          | 3                      |                       |                           |                           |                           |  |  |                              |                              |                              |  |  |                         |                         |                         |
|  | Kasachstan                       | Schweiz                          | Schweiz                          | 3                      | Kasachstan            | 3                         |                           |                           |  |  |                              |                              |                              |  |  |                         |                         |                         |
|  | Kasachstan                       |                                  |                                  |                        |                       |                           |                           |                           |  |  |                              |                              |                              |  |  |                         |                         |                         |
|  | Belgien                          | Belgien                          | 2                                |                        |                       |                           |                           |                           |  |  |                              |                              |                              |  |  |                         |                         |                         |
|  | Belgien                          | Belgien                          | 2                                | Kasachstan             | Kasachstan            | 2                         |                           |                           |  |  |                              |                              |                              |  |  |                         |                         |                         |
|  |                                  |                                  |                                  | Kasachstan             | Kasachstan            | 2                         |                           |                           |  |  |                              |                              |                              |  |  |                         |                         |                         |
|  |                                  |                                  | Schweiz                          | Schweiz                | 3                     |                           |                           |                           |  |  |                              |                              |                              |  |  |                         |                         |                         |
|  | Schweiz                          | Schweiz                          | Schweiz                          | Schweiz                | 3                     | 3                         |                           |                           |  |  |                              |                              |                              |  |  |                         |                         |                         |
|  | Schweiz                          | Schweiz                          |                                  |                        |                       |                           |                           |                           |  |  |                              |                              |                              |  |  |                         |                         |                         |
|  | Serbien                          | Serbien                          | 2                                |                        |                       |                           |                           |                           |  |  |                              |                              |                              |  |  |                         |                         |                         |

#### Achtelfinale
| Datum              | Heimmannschaft     | Ergebnis | Gastmannschaft         | Ort               |
| ------------------ | ------------------ | -------- | ---------------------- | ----------------- |
| 31. Jan. – 2. Feb. | Tschechien         | 3:2      | Niederlande            | Ostrava           |
| 31. Jan. – 2. Feb. | Japan              | 4:1      | Kanada                 | Tokio             |
| 31. Jan. – 2. Feb. | Deutschland        | 4:1      | Spanien                | Frankfurt am Main |
| 31. Jan. – 2. Feb. | Frankreich         | 5:0      | Australien             | La Roche-sur-Yon  |
| 31. Jan. – 2. Feb. | Vereinigte Staaten | 1:3      | Vereinigtes Königreich | San Diego         |
| 31. Jan. – 2. Feb. | Argentinien        | 1:3      | Italien                | Mar del Plata     |
| 31. Jan. – 2. Feb. | Kasachstan         | 3:2      | Belgien                | Astana            |
| 31. Jan. – 2. Feb. | Serbien            | 2:3      | Schweiz                | Novi Sad          |

#### Viertelfinale
| Datum       | Heimmannschaft | Ergebnis | Gastmannschaft         | Ort    |
| ----------- | -------------- | -------- | ---------------------- | ------ |
| 4.–6. April | Japan          | 0:5      | Tschechien             | Tokio  |
| 4.–6. April | Frankreich     | 3:2      | Deutschland            | Nancy  |
| 4.–6. April | Italien        | 3:2      | Vereinigtes Königreich | Neapel |
| 4.–6. April | Schweiz        | 3:2      | Kasachstan             | Genf   |

#### Halbfinale
| Datum             | Heimmannschaft | Ergebnis | Gastmannschaft | Ort   |
| ----------------- | -------------- | -------- | -------------- | ----- |
| 12.–14. September | Frankreich     | 4:1      | Tschechien     | Paris |
| 12.–14. September | Schweiz        | 3:2      | Italien        | Genf  |

#### Finale
| Frankreich                                                                                   | Finale | Schweiz                                                                                      |
| -------------------------------------------------------------------------------------------- | --- | -------------------------------------------------------------------------------------------- |
| Team Jo-Wilfried Tsonga Gaël Monfils Richard Gasquet Julien Benneteau Kapitän Arnaud Clément | Datum: 21. bis 23. November 2014 Ort: Stade Pierre-Mauroy, Villeneuve-d’Ascq (Frankreich) Belag: Sand (Halle) \| Freitag, 21. November 2014 \| \| \| \| Jo-Wilfried Tsonga \| 1:6, 6:3, 3:6, 2:6 \| Stanislas Wawrinka \| \| Gaël Monfils \| 6:1, 6:4, 6:3 \| Roger Federer \| \| Samstag, 22. November 2014 \| \| \| \| Julien Benneteau Richard Gasquet \| 3:6, 5:7, 4:6 \| Roger Federer Stanislas Wawrinka \| \| Sonntag, 23. November 2014 \| \| \| \| Richard Gasquet \| 4:6, 2:6, 2:6 \| Roger Federer \| \| Gaël Monfils \| nicht ausgetragen \| Stanislas Wawrinka \| Resultat: 1:3 | Team Roger Federer Stanislas Wawrinka Marco Chiudinelli Michael Lammer Kapitän Severin Lüthi |
| Freitag, 21. November 2014                                                                   | |                                                                                              |
| Jo-Wilfried Tsonga                                                                           | 1:6, 6:3, 3:6, 2:6 | Stanislas Wawrinka                                                                           |
| Gaël Monfils                                                                                 | 6:1, 6:4, 6:3 | Roger Federer                                                                                |
| Samstag, 22. November 2014                                                                   | |                                                                                              |
| Julien Benneteau Richard Gasquet                                                             | 3:6, 5:7, 4:6 | Roger Federer Stanislas Wawrinka                                                             |
| Sonntag, 23. November 2014                                                                   | |                                                                                              |
| Richard Gasquet                                                                              | 4:6, 2:6, 2:6 | Roger Federer                                                                                |
| Gaël Monfils                                                                                 | nicht ausgetragen | Stanislas Wawrinka                                                                           |

### Kontinentalgruppe I

#### Amerikazone

##### Erste Runde
| Datum              | Heimmannschaft | Ergebnis | Gastmannschaft          | Spielort      |
| ------------------ | -------------- | -------- | ----------------------- | ------------- |
| 31. Jan. – 2. Feb. | Uruguay        | 0:4      | Dominikanische Republik | Santo Domingo |
| 31. Jan. – 2. Feb. | Ecuador        | 3:1      | Venezuela               | Guayaquil     |

- Kolumbien und Brasilien kamen per Freilos in die nächste Runde

##### Zweite Runde
| Datum       | Heimmannschaft | Ergebnis | Gastmannschaft          | Spielort  |
| ----------- | -------------- | -------- | ----------------------- | --------- |
| 4.–6. April | Kolumbien      | 4:1      | Dominikanische Republik | Cali      |
| 4.–6. April | Ecuador        | 1:3      | Brasilien               | Guayaquil |

- Kolumbien und Brasilien qualifizierten sich für die Relegation zur Weltgruppe

#### Europa-/Afrikazone

##### Erste Runde
| Datum              | Heimmannschaft | Ergebnis | Gastmannschaft | Spielort       |
| ------------------ | -------------- | -------- | -------------- | -------------- |
| 31. Jan. – 2. Feb. | Russland       | 2:3      | Polen          | Moskau         |
| 31. Jan. – 2. Feb. | Slowenien      | 3:1      | Portugal       | Kranj          |
| 31. Jan. – 2. Feb. | Ukraine        | 3:1      | Rumänien       | Dnipropetrowsk |
| 31. Jan. – 2. Feb. | Slowakei       | 5:0      | Lettland       | Bratislava     |

- Österreich, Israel, Schweden und Kroatien kamen jeweils per Freilos in die nächste Runde

##### Zweite Runde
| Datum       | Heimmannschaft | Ergebnis | Gastmannschaft | Spielort   |
| ----------- | -------------- | -------- | -------------- | ---------- |
| 4.–6. April | Polen          | 1:3      | Kroatien       | Warschau   |
| 4.–6. April | Slowenien      | 1:3      | Israel         | Portorož   |
| 4.–6. April | Schweden       | 1:4      | Ukraine        | Malmö      |
| 4.–6. April | Slowakei       | 4:1      | Österreich     | Bratislava |

- Kroatien, Israel, die Ukraine und die Slowakei qualifizierten sich für die Relegation zur Weltgruppe

#### Ozeanien-/Asienzone

##### Erste Runde
| Datum              | Heimmannschaft      | Ergebnis | Gastmannschaft    | Spielort |
| ------------------ | ------------------- | -------- | ----------------- | -------- |
| 27.–29. Jan.       | Volksrepublik China | 3:1      | Neuseeland        | Tianjin  |
| 31. Jan. – 2. Feb. | Indien              | 5:0      | Chinesisch Taipeh | Indore   |

- Usbekistan und Südkorea kamen jeweils per Freilos in die nächste Runde

##### Zweite Runde
| Datum       | Heimmannschaft      | Ergebnis | Gastmannschaft | Spielort |
| ----------- | ------------------- | -------- | -------------- | -------- |
| 4.–6. April | Volksrepublik China | 2:3      | Usbekistan     | Tianjin  |
| 4.–6. April | Südkorea            | 1:3      | Indien         | Busan    |

- Usbekistan und Indien qualifizierten sich für die Relegation zur Weltgruppe

### Weltgruppen-Relegation
| Datum             | Heimmannschaft     | Ergebnis | Gastmannschaft | Ort                         |
| ----------------- | ------------------ | -------- | -------------- | --------------------------- |
| 12.–14. September | Indien             | 2:3      | Serbien        | Bangalore                   |
| 12.–14. September | Brasilien          | 3:1      | Spanien        | São Paulo                   |
| 12.–14. September | Israel             | 2:3      | Argentinien    | Sunrise, Vereinigte Staaten |
| 12.–14. September | Kanada             | 3:2      | Kolumbien      | Halifax                     |
| 12.–14. September | Vereinigte Staaten | 5:0      | Slowakei       | Chicago                     |
| 12.–14. September | Australien         | 5:0      | Usbekistan     | Perth                       |
| 12.–14. September | Niederlande        | 2:3      | Kroatien       | Amsterdam                   |
| 12.–14. September | Ukraine            | 2:3      | Belgien        | Tallinn, Estland            |